# Flugornas herre
För andra betydelser, se Flugornas herre (olika betydelser).
Flugornas herre (engelska: Lord of the Flies) är en roman, dystopisk robinsonad, från 1954 av den brittiske författaren och nobelpristagaren William Golding. Flugornas herre är ett av den moderna litteraturens mest kända och hyllade verk. Romanen utgavs i svensk översättning 1959.
Titeln kommer från det hebreiska ordet Beelzebub. I Bibeln är Beelzebub "de onda andarnas furste" (Satan). Författaren T.S. Eliot, som blev belönad med Nobelpriset i litteratur 1948, hjälpte Golding att välja titel till romanen.

## Handling
Efter en flygkrasch upptäcker en grupp engelska skolpojkar (6-12 år) att de befinner sig på en öde ö i Stilla havet. Pojkarna har evakuerats från England på grund av ett kärnvapenkrig. Ingen vuxen finns på ön och pojkarna organiserar sig så gott de kan, glada över sin nyvunna frihet. Ralph röstas fram som ledare. Han poängterar för de andra att de måste göra en signaleld så att de kan bli funna av någon. Ralphs högra hand, Nasse (orig. Piggy), har glasögon som de kan använda till att göra upp eld med.
I gruppen finns en pojke som heter Jack som var ledare för kören och han tycker att han borde vara ledare för gruppen. Han och några andra pojkar organiserar jakter och börjar störa ordningen bland dem alla. Det blir inte bättre när några av de små pojkarna blir skrämda av mardrömmar. Snart börjar skräcken och paniken sprida sig och alla reagerar olika. Ralph försöker upprätthålla ordningen, men Jack utnyttjar situationen och gruppen splittras.
Rivaliteten mellan Ralph och Jack växer och snart råder anarki på ön. Av misstag dödas en liten pojke, då pojkarna är övertygade om att ett odjur finns någonstans på ön och tror sig vara anfallna. Vägen mot undergång ligger utstakad.
Flugornas herre är en ironisk kommentar till den naiva optimismen i Robert Michael Ballantynes Korallön (The Coral Island, 1857), och använder namnen på personerna i denna bok. Golding tjänstgjorde i Royal Navy under andra världskriget och kriget gav honom en mörk bild av den europeiska civilisationen.
Före och efter sin militära tjänstgöring arbetade Golding som lärare i engelska och filosofi vid en skola. I sin dagbok beskriver han hur han i skolan iscensatte ett experiment där två grupper av pojkar stod mot varandra, och det anses troligt att dessa psykologiska experiment blev inspiration till handlingen i Flugornas herre. Golding fick ofta frågan om Joseph Conrads Mörkrets hjärta var en inspiration till Flugornas herre, men hävdar att han läste denna bok först efter att han skrivit Flugornas herre.
Manuskriptet till Flugornas herre nobbades av 21 förlag innan Faber and Faber publicerade den, efter omfattande ändringar.

## Filmatiseringar
Romanen har filmatiserats tre gånger, 1963 med samma titel i regi av Peter Brook och 1990 med samma titel i regi av Harry Hook. Dessutom finns en filippinsk filmatisering från 1975 med namnet Alkitrang dugo.